# Neuvy-le-Barrois

Neuvy-le-Barrois este o comună în departamentul Cher, Franța. În 1 ianuarie 2022 avea o populație de 147 de locuitori.